# Cortinarius malicorius
Cortinarius malicorius (Elias Magnus Fries, 1838) din încrengătura Basidiomycota, în familia Cortinariaceae și de genul Cortinarius, este o specie de ciuperci otrăvitoare regional răspândită care coabitează, fiind un simbiont micoriza (formează micorize pe rădăcinile arborilor). O denumire populară nu este cunoscută. În România, Basarabia și Bucovina de Nord trăiește pe sol acru, umed, mlăștinos sau nisipos, solitar precum în grupuri mici în păduri de conifere sub molizi și pini, dar, de asemenea, prin tubării sub mesteceni. Apare de la deal la munte, dar nu la câmpie, din (iulie) august până târziu în noiembrie.

## Taxonomie

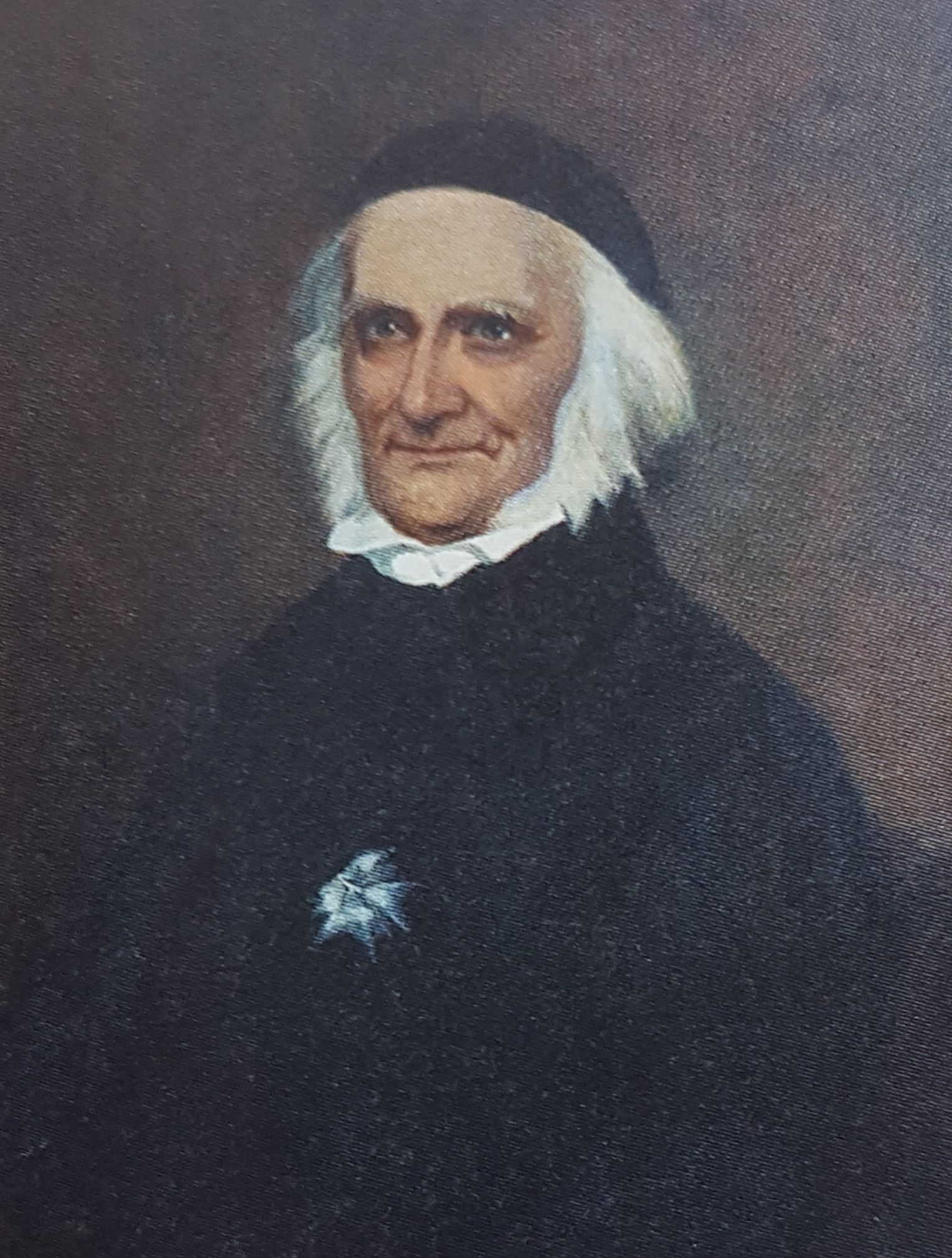
Elias M. Fries

Numele binomial a fost determinat sub numele și curent valabil (2023) de marele savant suedez Elias Magnus Fries, de verificat în cartea sa Epicrisis systematis mycologici, seu synopsis hymenomycetum din 1838.
Toate celelalte încercări de redenumire (vezi infocaseta) sunt acceptate drept sinonime.
Epitetul este derivat din cuvintele latine (latină male=aici în sensul: intens, pertinent), și (latină corium=aici în sensul: piele tăbăcită aspră), datorită aspectului ciupercii.

## Descriere

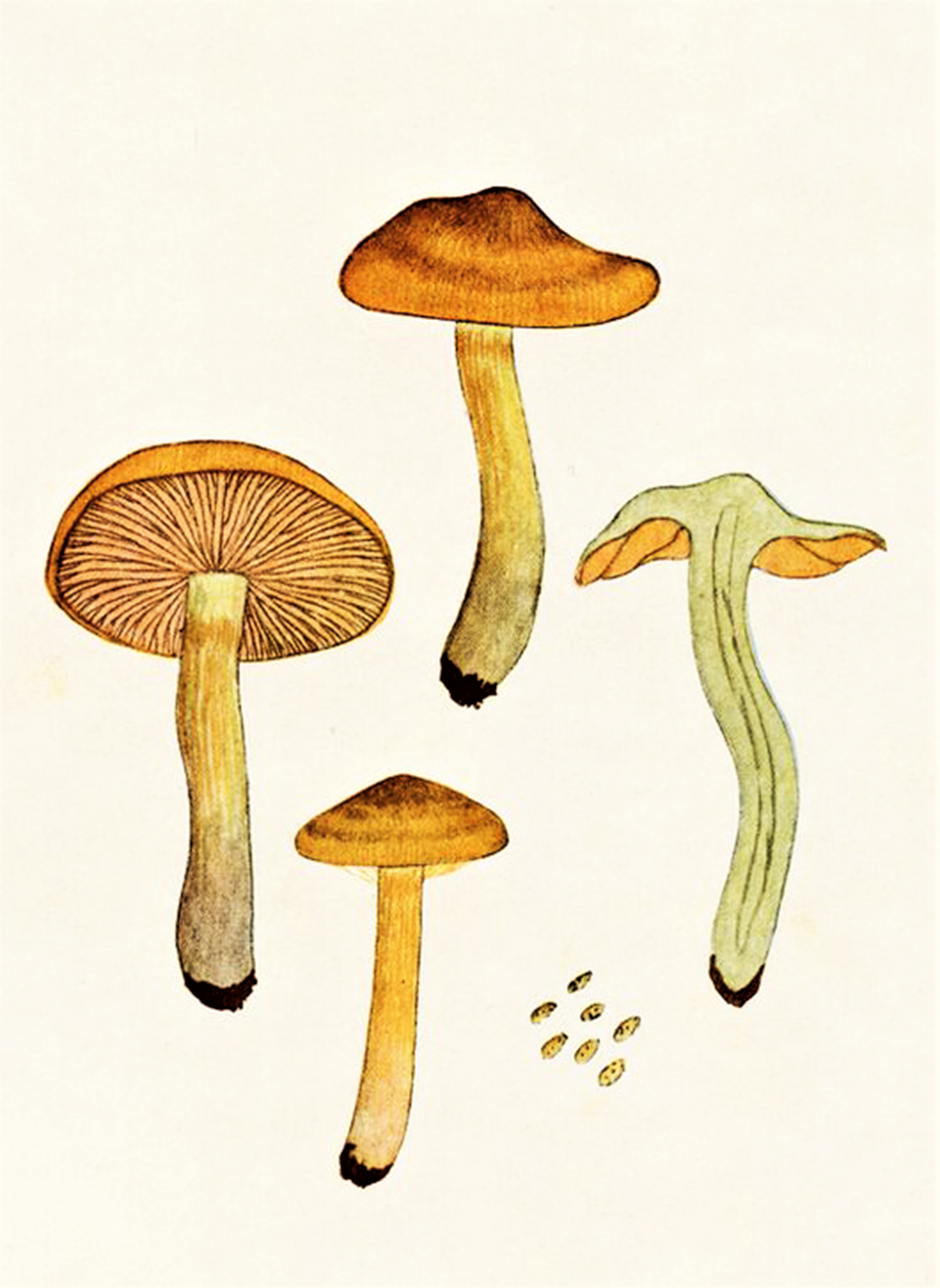
Bres.: Cortinarius malicorius

- Pălăria: nu prea cărnoasă (în centru cu o grosime maximală de 1 cm) cu un diametru de 3-8 cm, la început acoperită în permanență de un văl parțial galben portocaliu, este inițial emisferică cu marginea răsfrântă în jos, apoi repede conică și adesea turtit cocoșată, aplatizând pe măsură ce avansează în vârstă, prezentând atunci un gurgui mic în mijloc, fiind la bătrânețe nu rar ondulată cu rupturi. Cuticula este uscată, mătăsoasă, spre margine acoperită de solzi minusculi. Coloritul variază și poate fi: gălbui-maroniu, brun-portocaliu, ruginiu, brun-roșiatic sau ocru-măsliniu, în mijloc mai roșiatic și la margine cu un tiv portocaliu.
- Lamelele: sunt destul de subțiri și nu prea îndepărtate între ele, bifurcate și intercalate, nu rar ceva ondulate, nu prea înalte, arcuite precum aderente la picior. Sunt învăluite la început de sus menționata cortină, fiind în tinerețe galben-portocalii, iar în vârstă ruginii.
- Piciorul: cu o lungime de 4-7 cm și un diametru de 0,5-1 cm, este robust și fibros, mai mult sau mai puțin cilindric, nu rar îndoit, plin, dar bătrân tubular gol pe dinăuntru. Suprafața lucios mătăsoasă cu striații foarte fine este gălbuie, adesea cu nuanțe măslinii, galben-verzuie sau brun-portocalie, baza fiind acoperită cu un miceliu roz. Nu poartă un inel.
- Carnea: de colorit brun-gălbui până ruginiu este fermă și fibroasă în picior, mirosul fiind în tinerețe slab ierbos sau de ridichi, în vârstă cu componente de iod și gustul amar.
- Caracteristici microscopice: are spori destul de mici elipsoidali de culoare ocru-gălbuie și punctate negricios cu o mărime de 6-9 x 4-5 microni, pulberea lor fiind brun de scorțișoară. Basidiile cilindric clavate cu 4 sterigme fiecare au o dimensiune de 25-30 x 5-9 microni.[8]
- Reacții chimice: nu sunt cunoscute.[9]

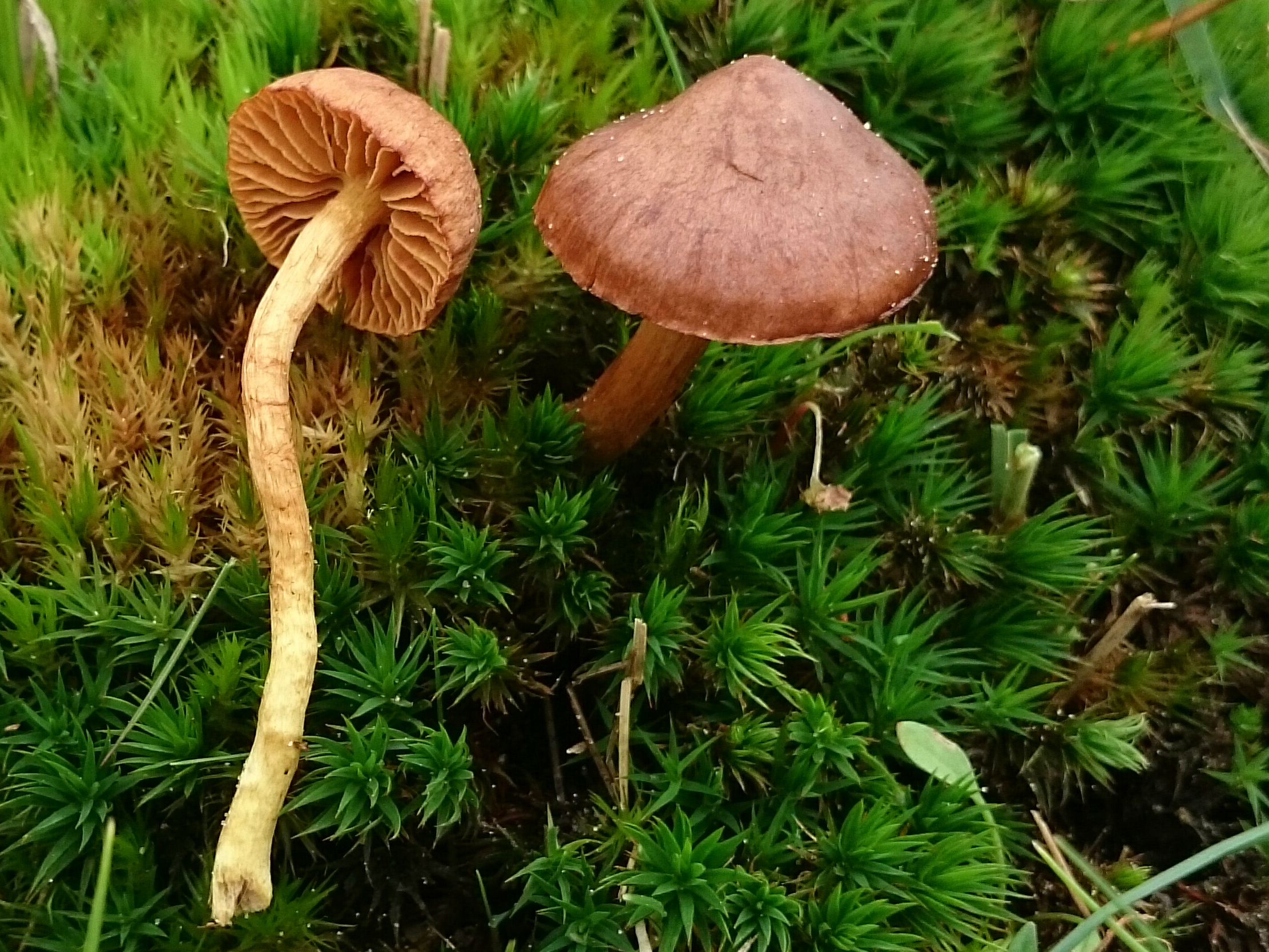
C. malicorius mai tineri: pălărie, lamele și picior
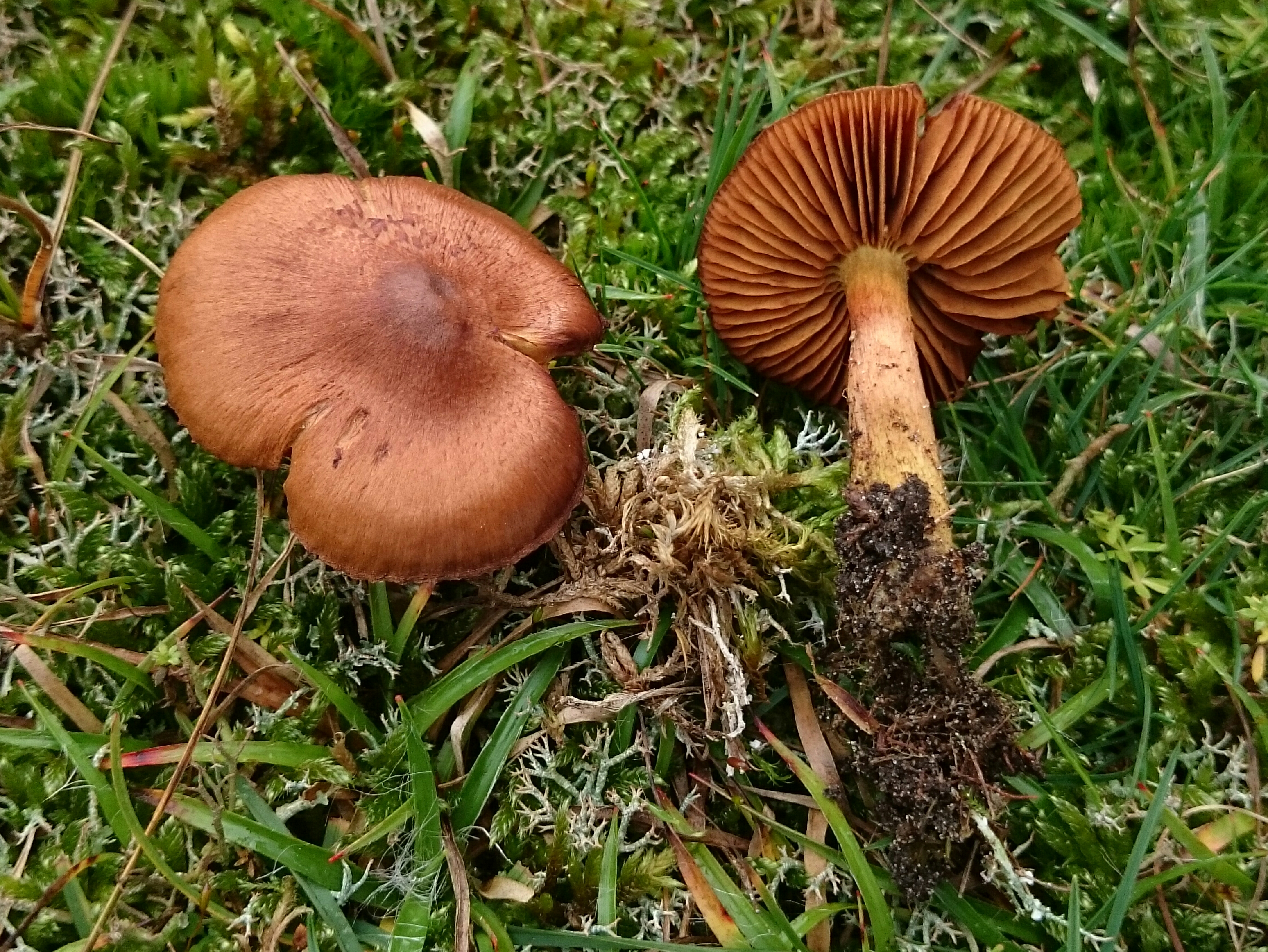
C. malicorius mai bătrâni: pălărie, lamele și picior
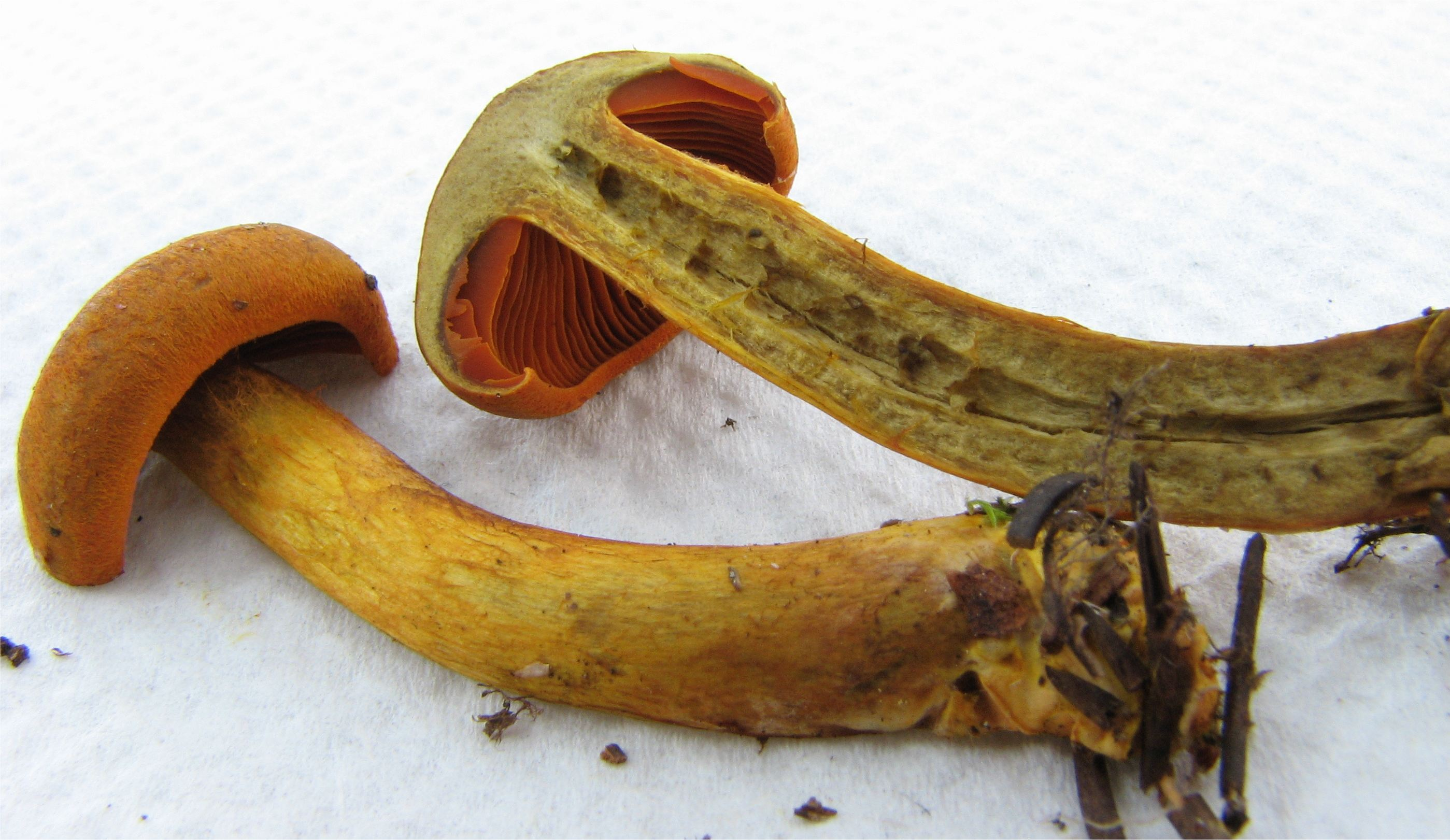
C. malicorius, secțiune longitudinală
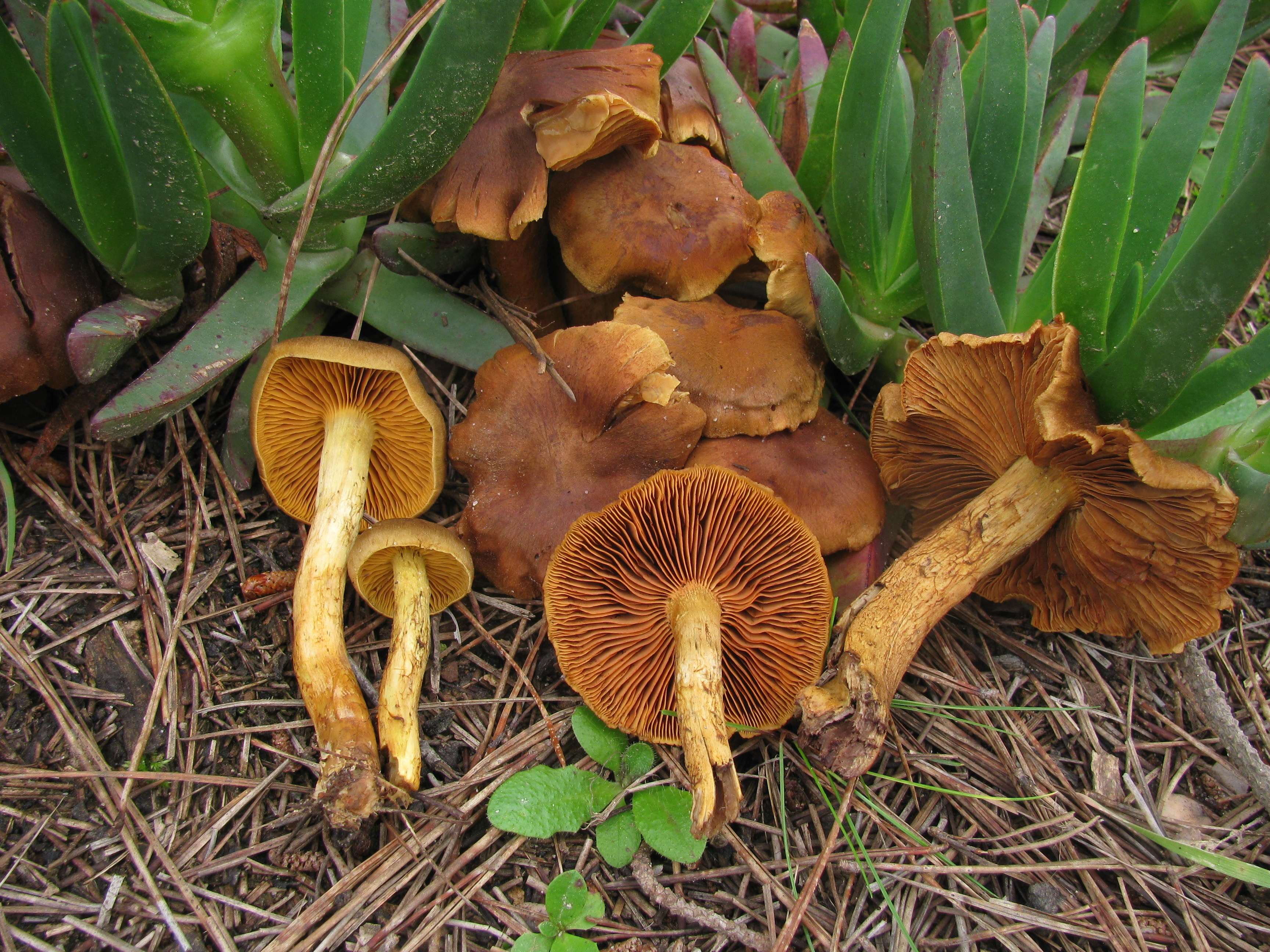
C. malicorius în diverse stadii de evoluție

## Confuzii
Specia poate fi confundată cu suratele sale aceluiași gen cum sunt de exemplu: Cortinarius balaustinus (comestibil), Cortinarius bolarius (necomestibil), Cortinarius cagei sin. Cortinarius bicolor (necomestibil), Cortinarius callisteus (otrăvitor), Cortinarius cinnabarinus (otrăvitor), Cortinarius cinnamomeus (otrăvitor)  Cortinarius corrugatus (suspect), Cortinarius croceus (otrăvitor), Cortinarius fasciatus (necomestibil), Cortinarius fulvescens (necomestibil), Cortinarius limonius (letal) Cortinarius obtusus (necomestibil), Cortinarius orellanus (mortal), Cortinarius rubellus (mortal), Cortinarius sanguineus (otrăvitor), Cortinarius semisanguineus (otrăvitor), Cortinarius uliginosus (otrăvitor) sau Cortinarius uraceus (necomestibil).

## Specii asemănătoare în imagini

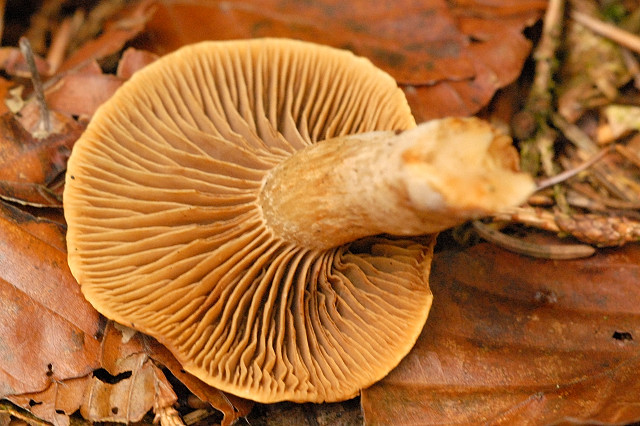
Cortinarius balaustinus
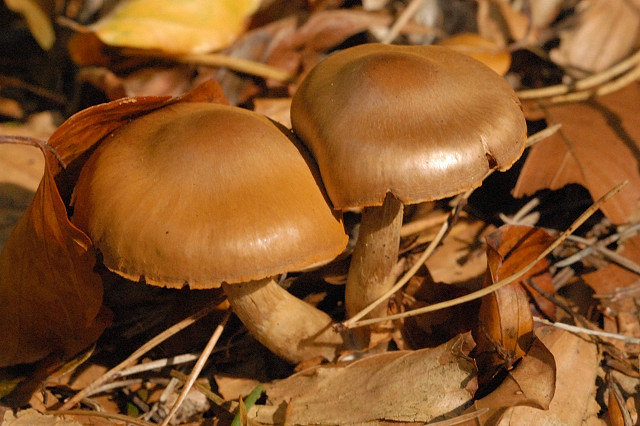
!Cortinarius cagei!
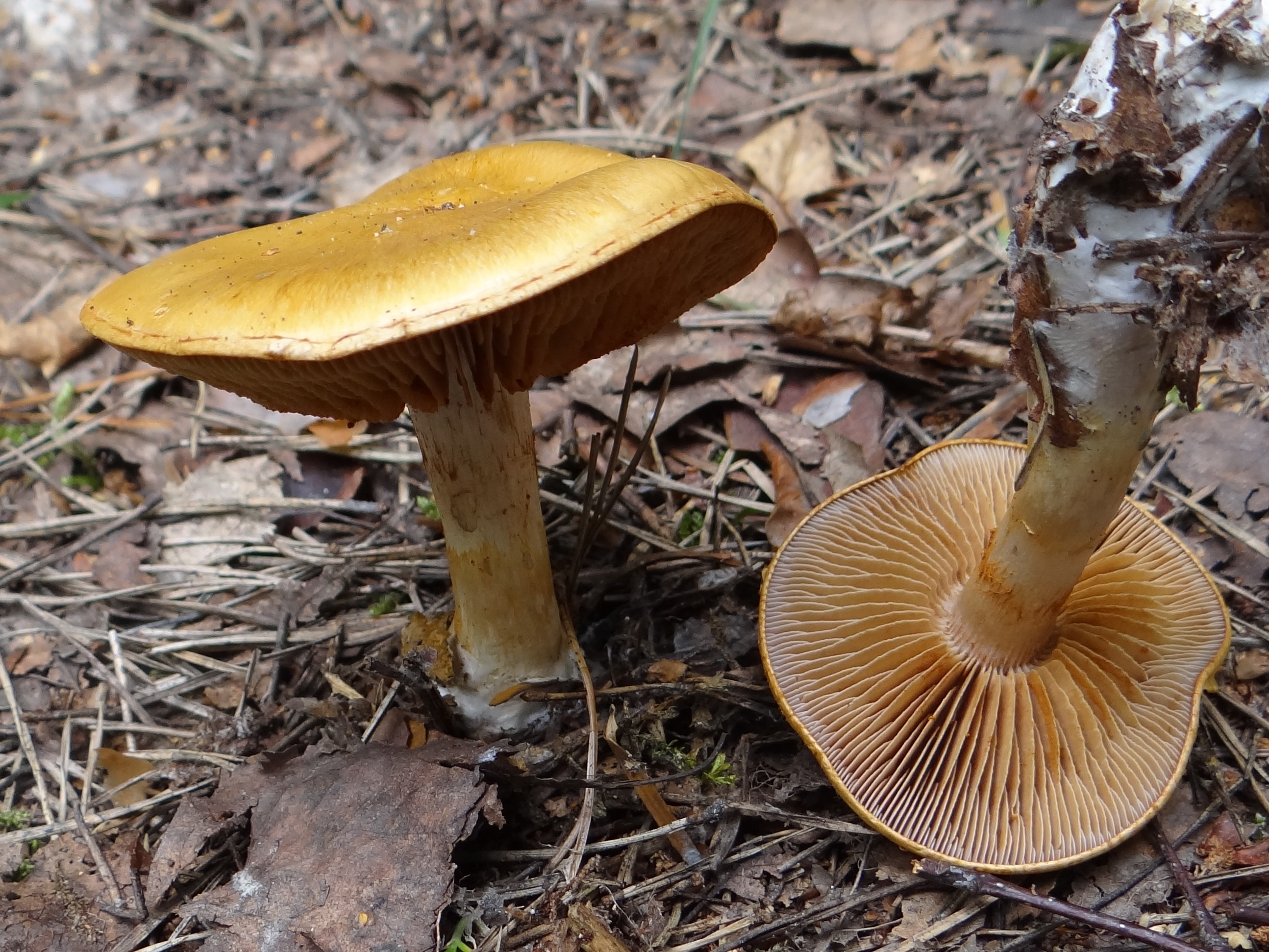
!!Cortinarius callisteus!!
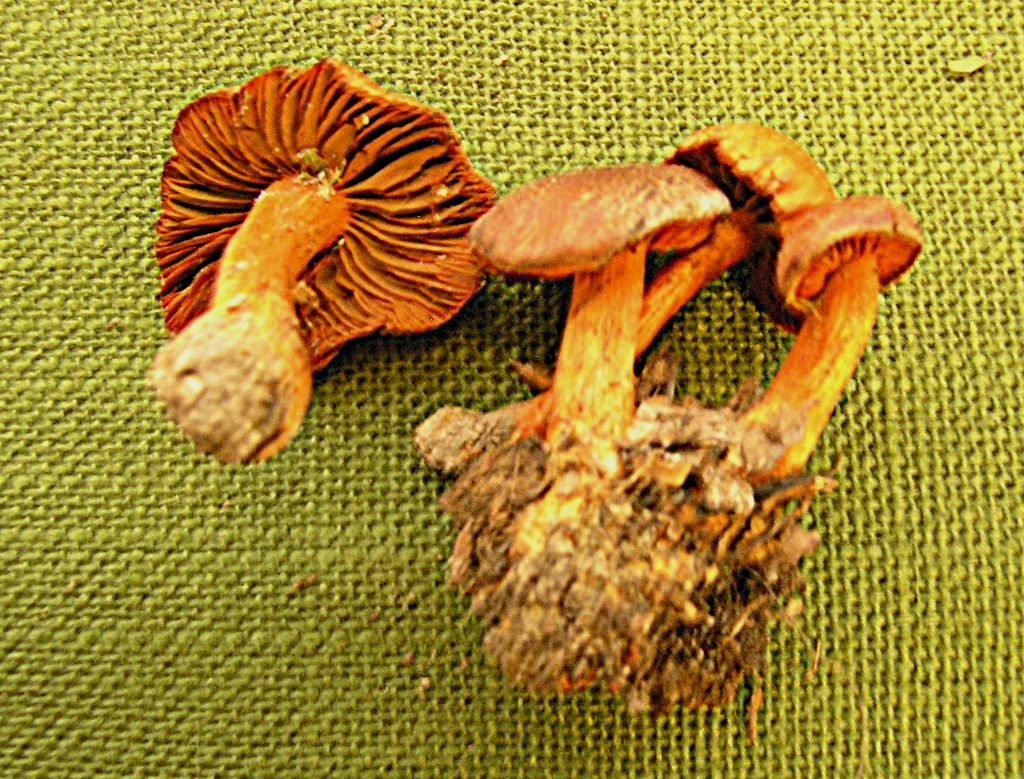
!!Cortinarius cinnabarinus!!
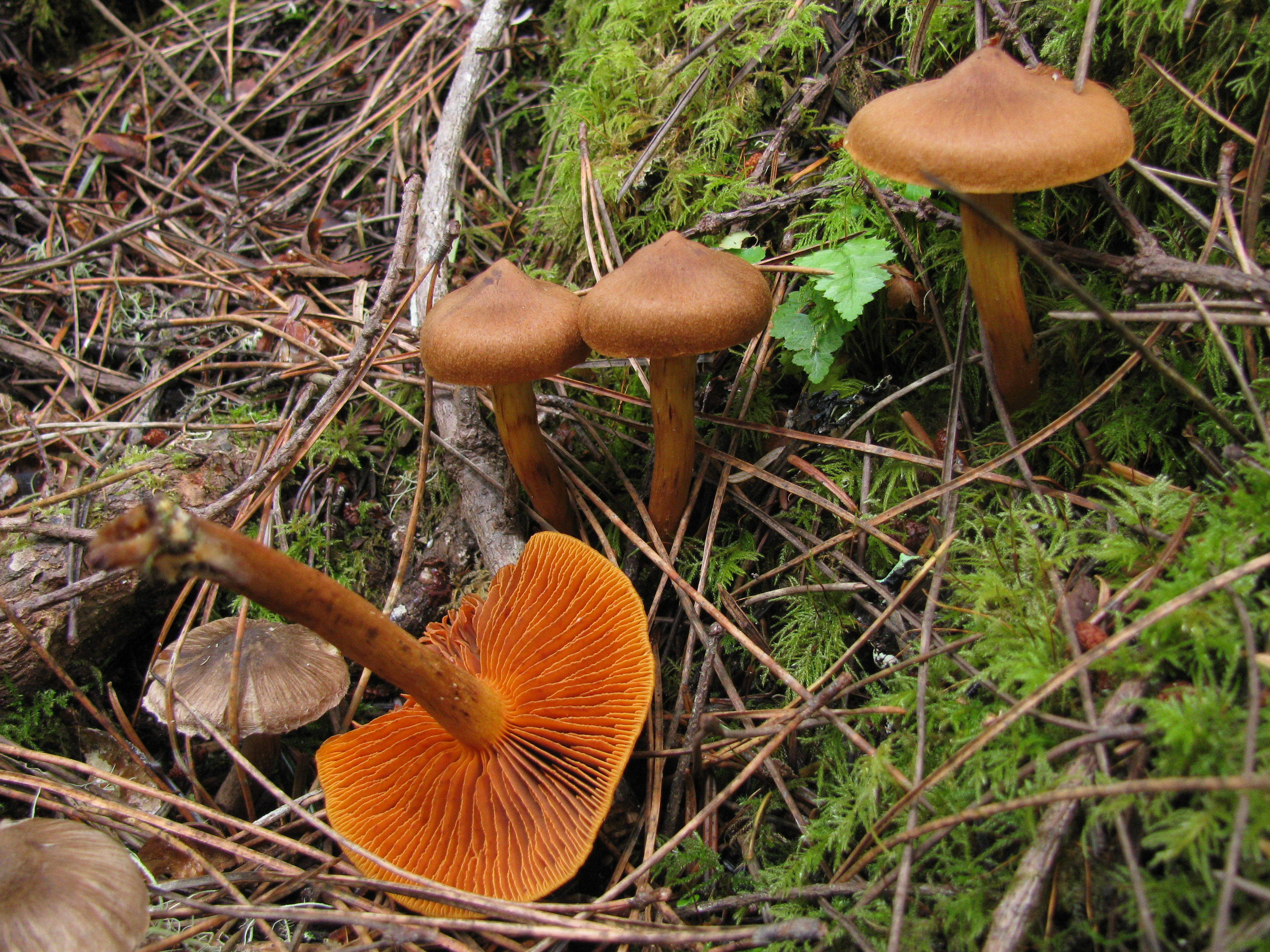
!!Cortinarius cinnamomeus!!
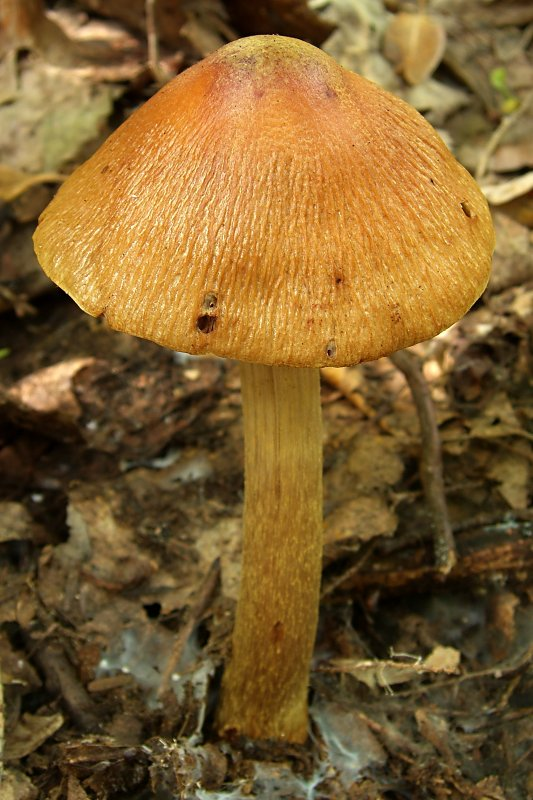
!!Cortinarius corrugatus!!

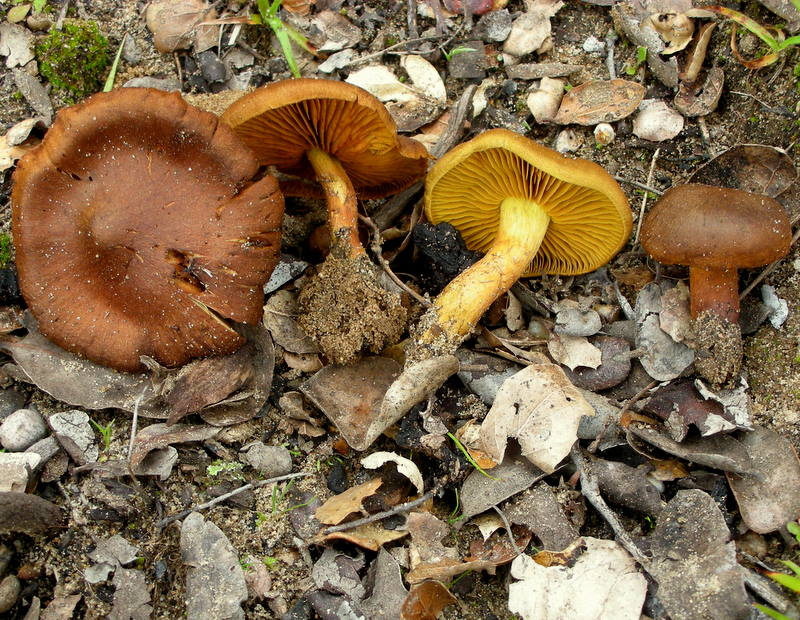
!!Cortinarius croceus!!
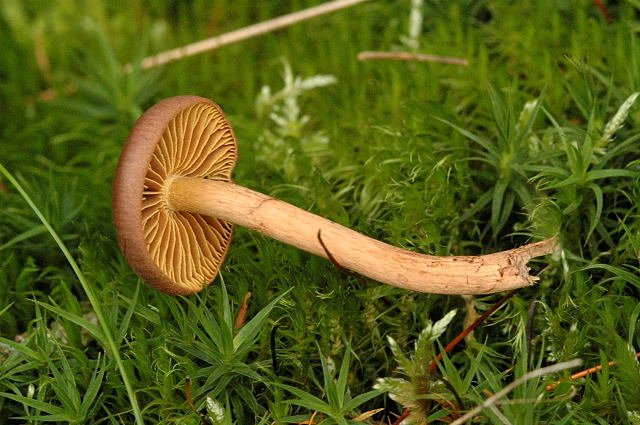
!Cortinarius fasciatus!
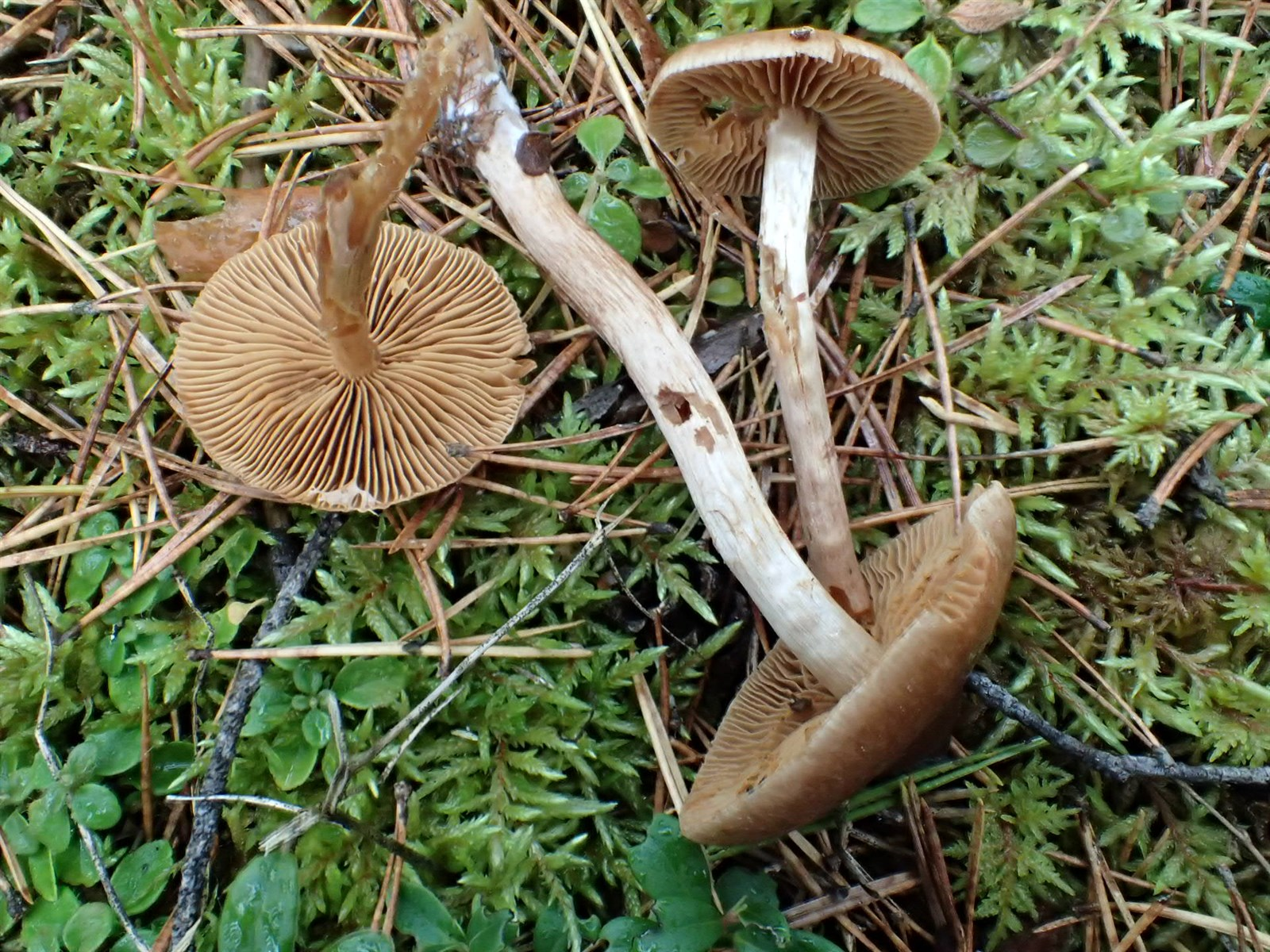
!Cortinarius fulvescens!
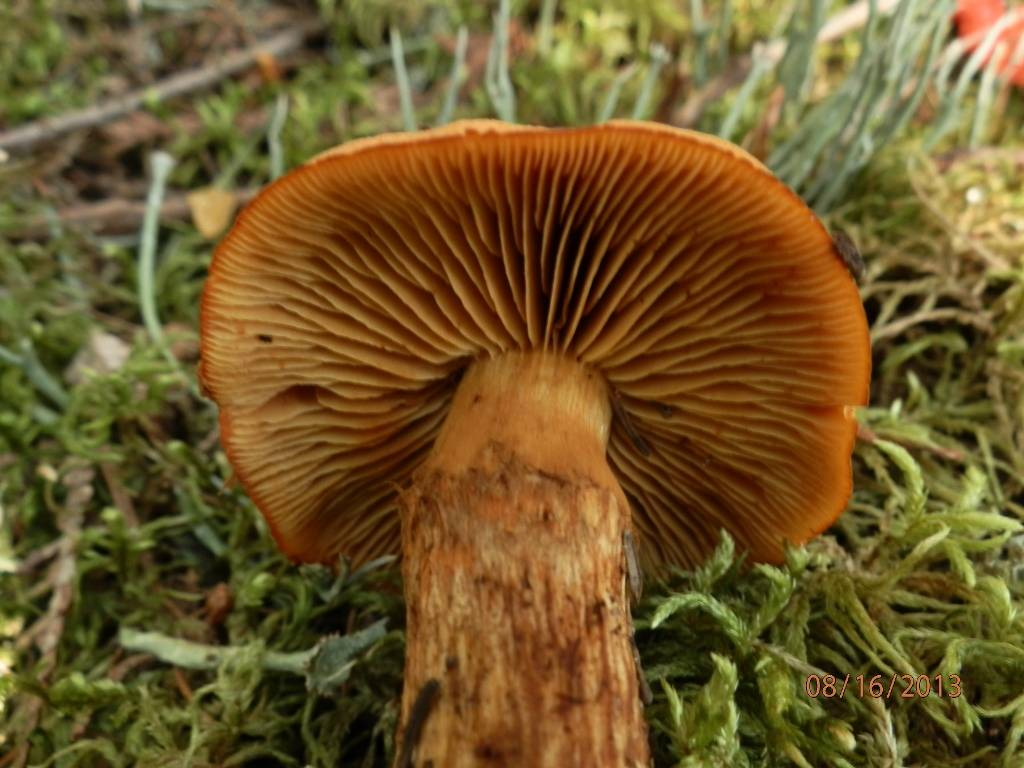
!!!Cortinarius limonius!!!
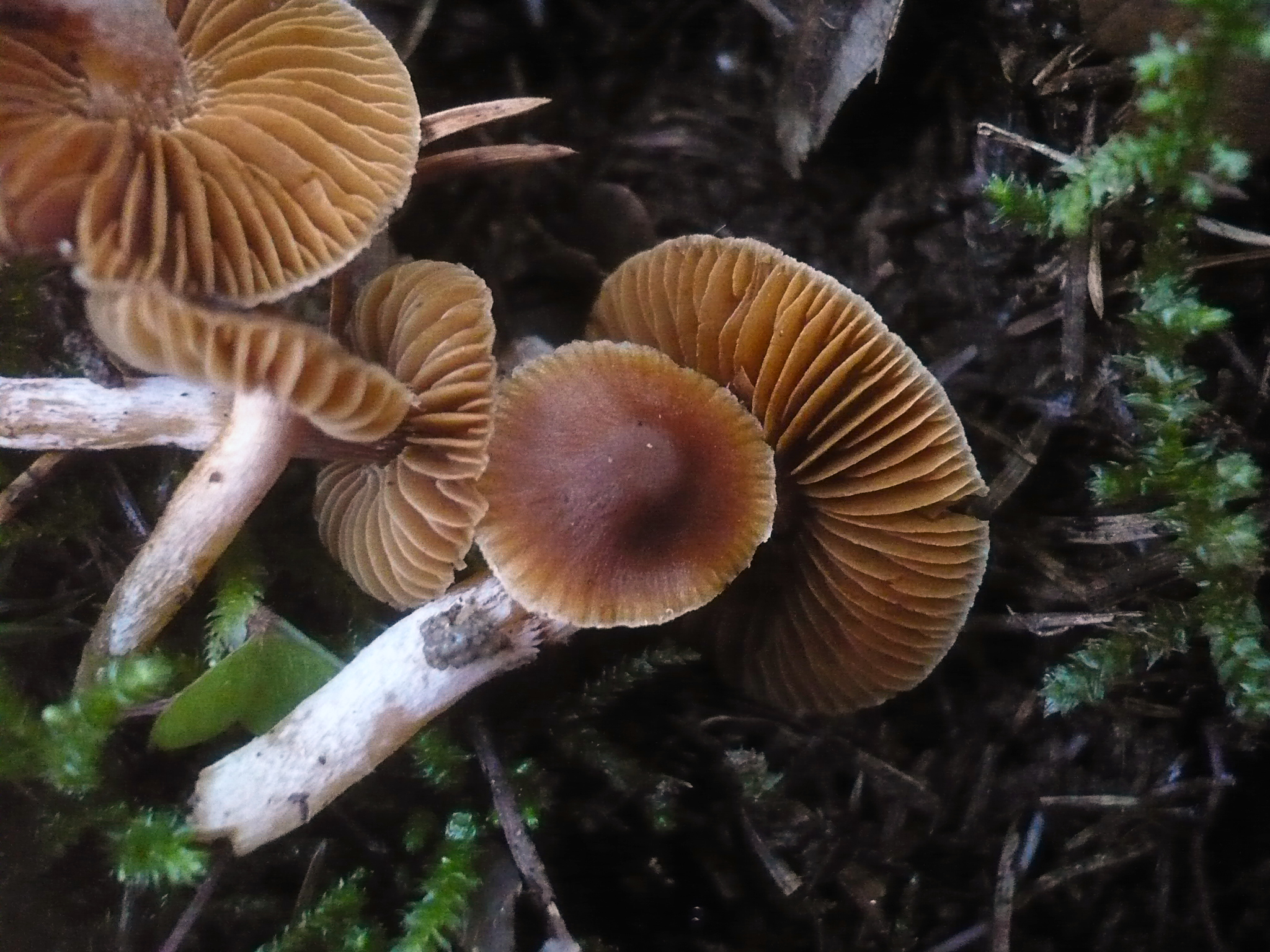
!Cortinarius obtusus!
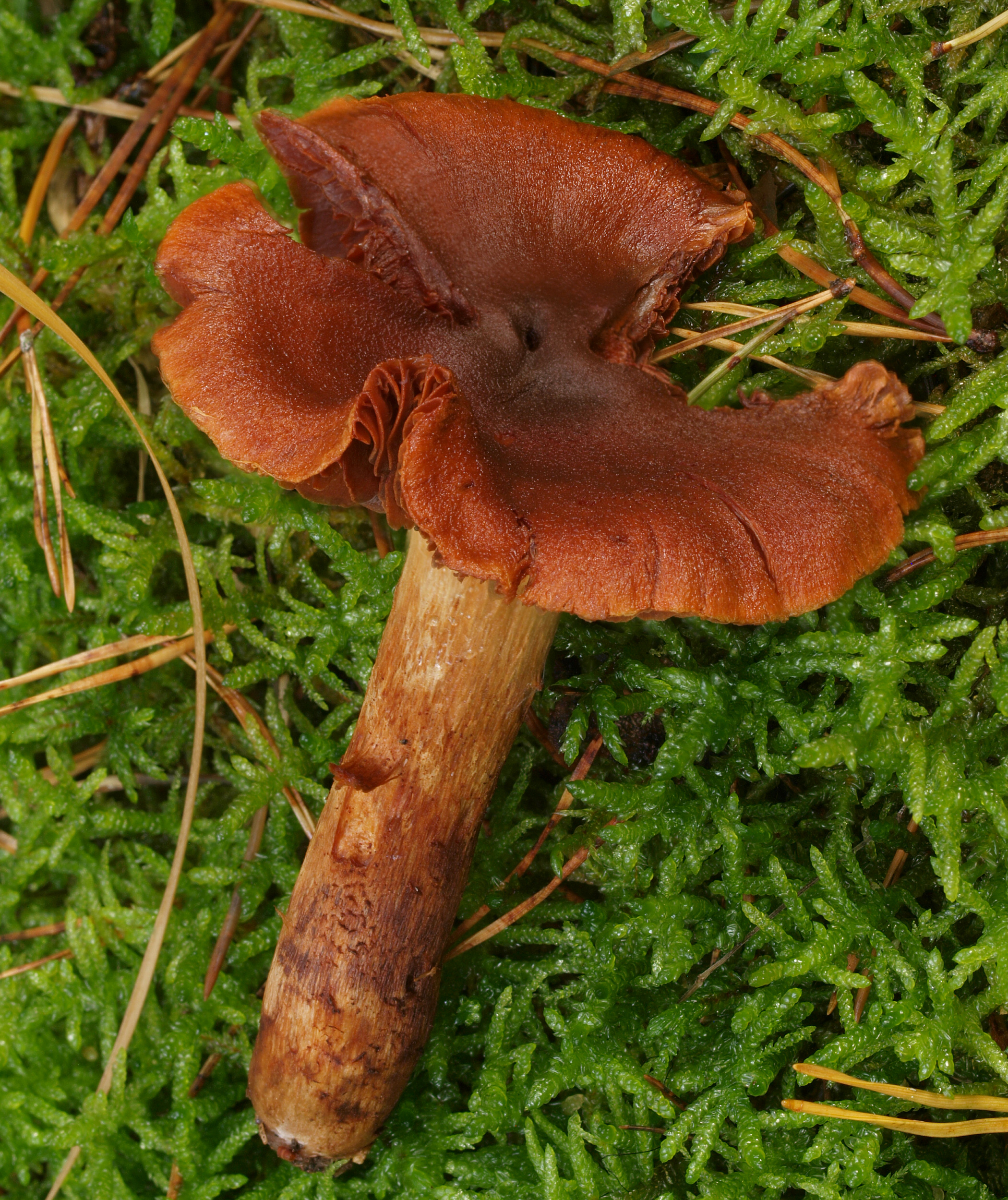
!!!Cortinarius orellanus!!!

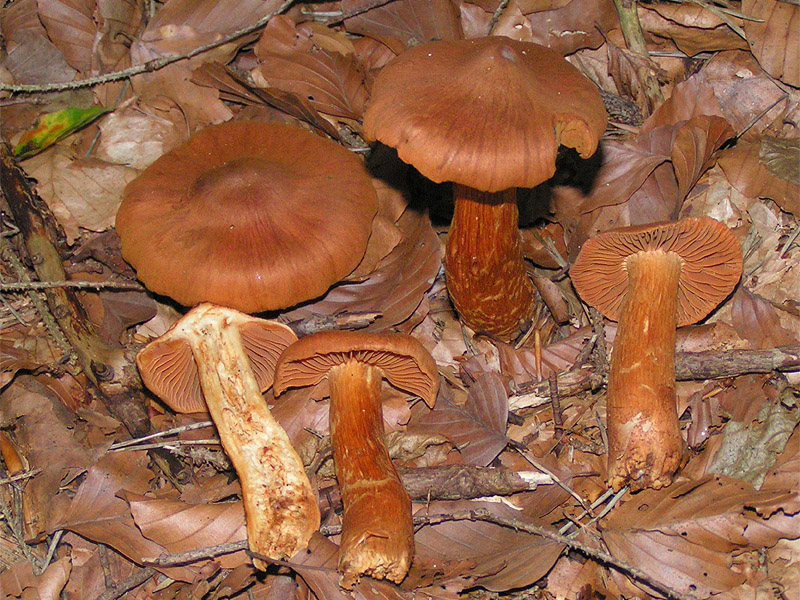
!!!Cortinarius rubellus!!!
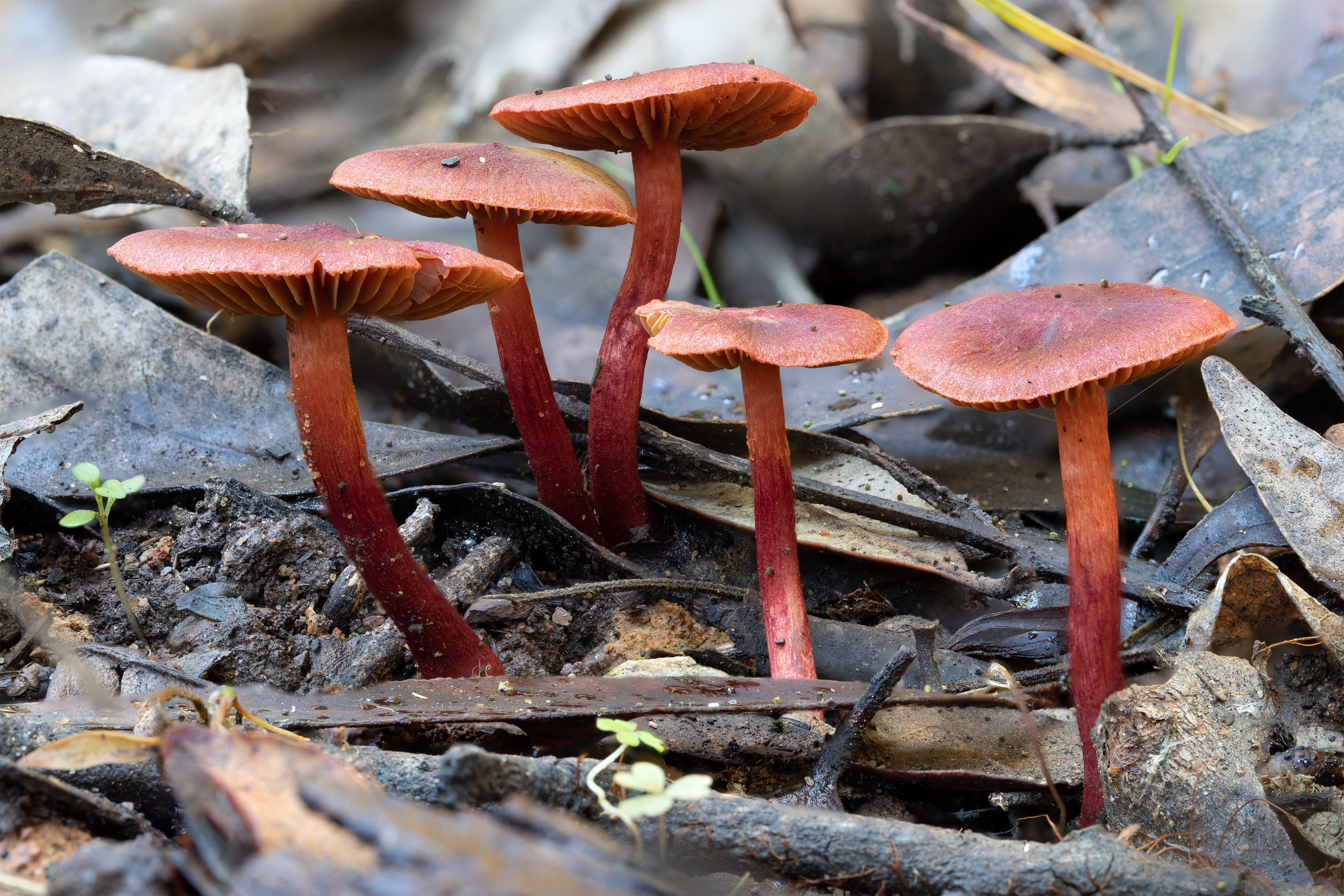
!!Cortinarius sanguineus!!
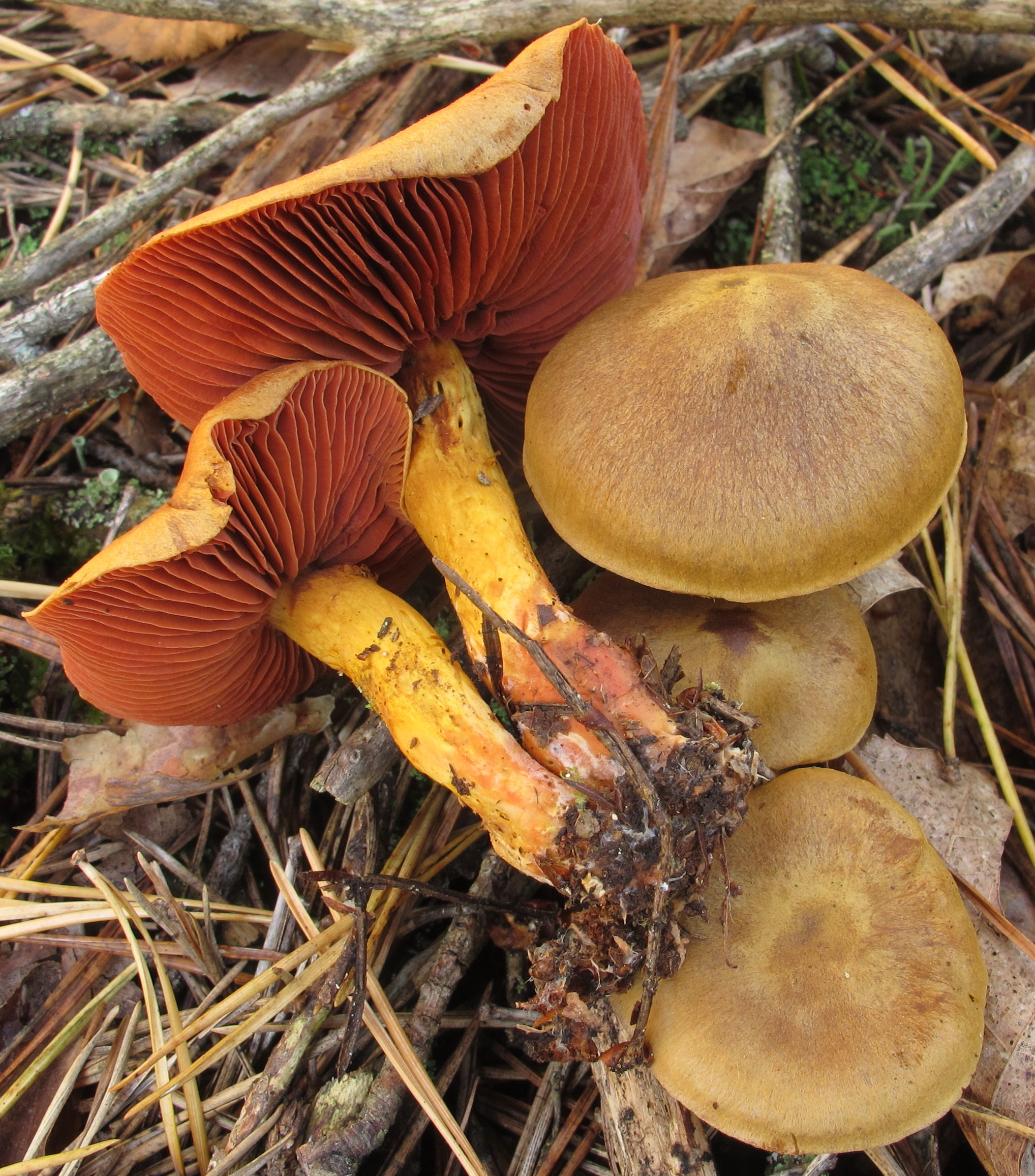
!!Cortinarius semisanguineus!!
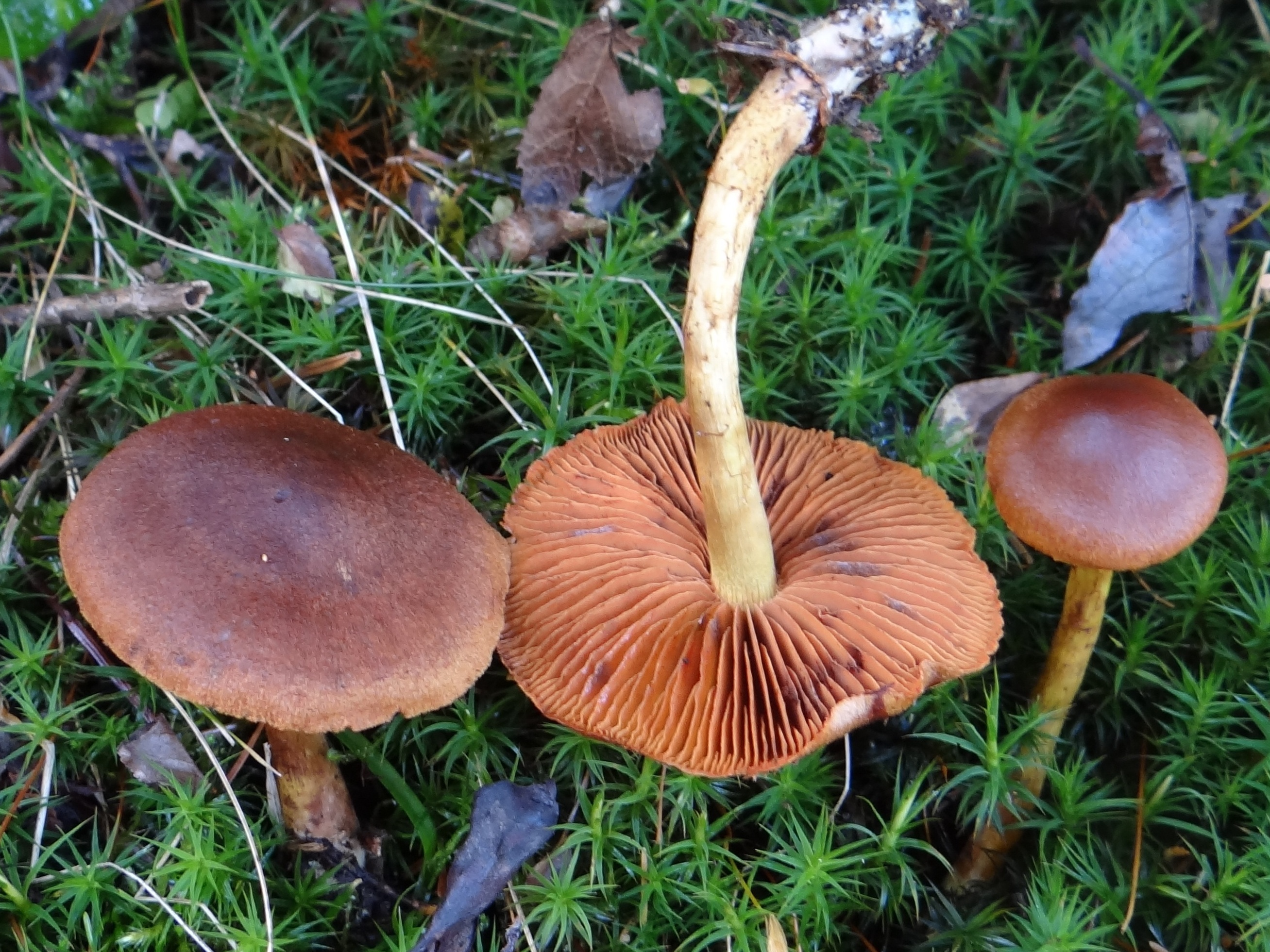
!!Cortinarius uliginosus!!
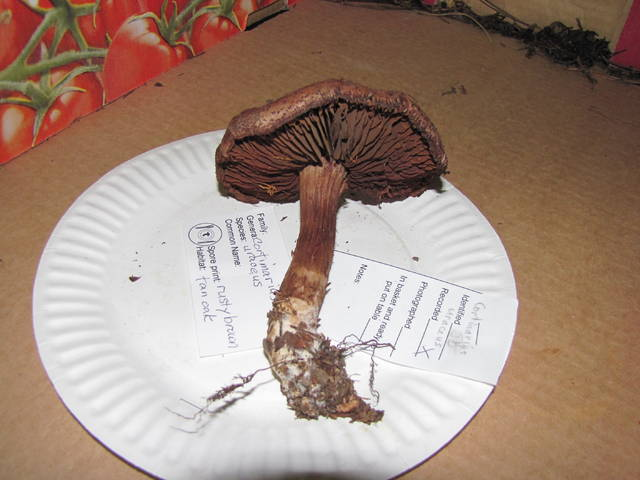
!Cortinarius uraceus!

## Valorificare
Pe vremuri, specia a fost văzută necomestibilă și suspectă. Între timp s-au dovedit mai multe intoxicații grave după ingerarea ei.
Această ciupercă poate fi folosită pentru vopsirea hainelor și mai ales a lânii. Materialul, odată fiert în apă sub adăugarea de exemplare uscate ale buretelui precum de 20% alaun și 10% cremă de tartru (amestec sedimentar depus pe fundul vaselor în care se păstrează vinul), se decolorează roșu-portocaliu, iar fără aditivi gri-roz. Coloranții acestei specii se dizolvă și în alcool.